# عمر عرتی غالب
عمر عرتی غالب (سومالیایی: [Cumar Carte Qaalib] Error: {{Lang}}: متن دارای نشانه‌گذاری ایتالیک است (راهنما)؛ زاده ۱۹۳۰ – درگذشته ۱۸ نوامبر ۲۰۲۰) یک سیاست‌مدار اهل سومالی بود. وی از ۲۴ ژانویه ۱۹۹۱ تا مه ۱۹۹۳ نخست وزیری سومالی را به عهده داشت.
عمر عرتی غالب در ۱۸ نوامبر ۲۰۲۰، در سن ۹۰ سالگی درگذشت.